# 小行星19400
小行星19400（19400 Emileclaus）是一颗绕太阳运转的小行星，为主小行星带小行星。该小行星于1998年3月发现。

## 轨道参数
小行星19400的轨道半长轴为353 652 336 km（2.3639862 UA），离心率为0.197。